# Bischberg
Bischberg – miejscowość i gmina w Niemczech, w kraju związkowym Bawaria, w rejencji Górna Frankonia, w regionie Oberfranken-West, w powiecie Bamberg. Leży na północny zachód od Bamberga, nad ujściem rzeki Regnitz do Menu, przy autostradzie A70 i drodze B26.

## Dzielnice
W skład gminy wchodzą następujące dzielnice:
- Bischberg
- Tütschengereuth
- Weipelsdorf
- Trosdorf
- Rothof

## Współpraca
Miejscowość partnerska:
- Montauban-de-Bretagne, Francja